# Antje Koopmans
Antje Wieberdink-Koopmans is een voormalig Nederlands kortebaan schaatsster.
Ze werd op 7 januari 1941 Nederlands Kampioen op de Kortebaan in Groningen. Het zilver was voor Sietske Pasveer en derde werd Henny Sietsema.

## Uitslagen
| Jaar | Plaats | Kampioenschap |
| ---- | ------ | ------------- |
| 1941 | Goud   | NK Kortebaan  |